# Leonid Volkov (ijshockeyer)
Leonid Ivanovitsj Volkov (Russisch: Леонид Иванович Волков) (Gorki, 9 december 1934 - Moskou, 17 mei 1995) was een Sovjet-Russisch ijshockeyer. 
Volkov won tijdens de Olympische Winterspelen 1964, de gouden medaille, deze olympische titel was tevens een wereldtitel.
Volkov werd in 1964 en 1965 wereldkampioen.
Volkov maakte in 1957 de overstap naar HC CSKA Moskou, met deze ploeg werd hij zeven maal landskampioen van de Sovjet-Unie. 